# Métropole du Pirée
La Métropole du Pirée (en grec byzantin : Ιερά Μητρόπολις Πειραιώς) est un évêché de l'Église orthodoxe de Grèce situé dans le port d'Athènes, à l'ouest de l'agglomération athénienne. Elle compte 31 paroisses réparties entre deux municipalités (Le Pirée et Keratsíni-Drapetsóna) et une partie d'une troisième (le district municipal d'Ágios Ioánnis Réntis dans le dème de Níkea-Ágios Ioánnis Réntis). Elle a été fondée en janvier 1962.

## La cathédrale
C'est l'église de la Sainte-Trinité située devant le port, dans le quartier du marché municipal du Pirée.

## Les métropolites

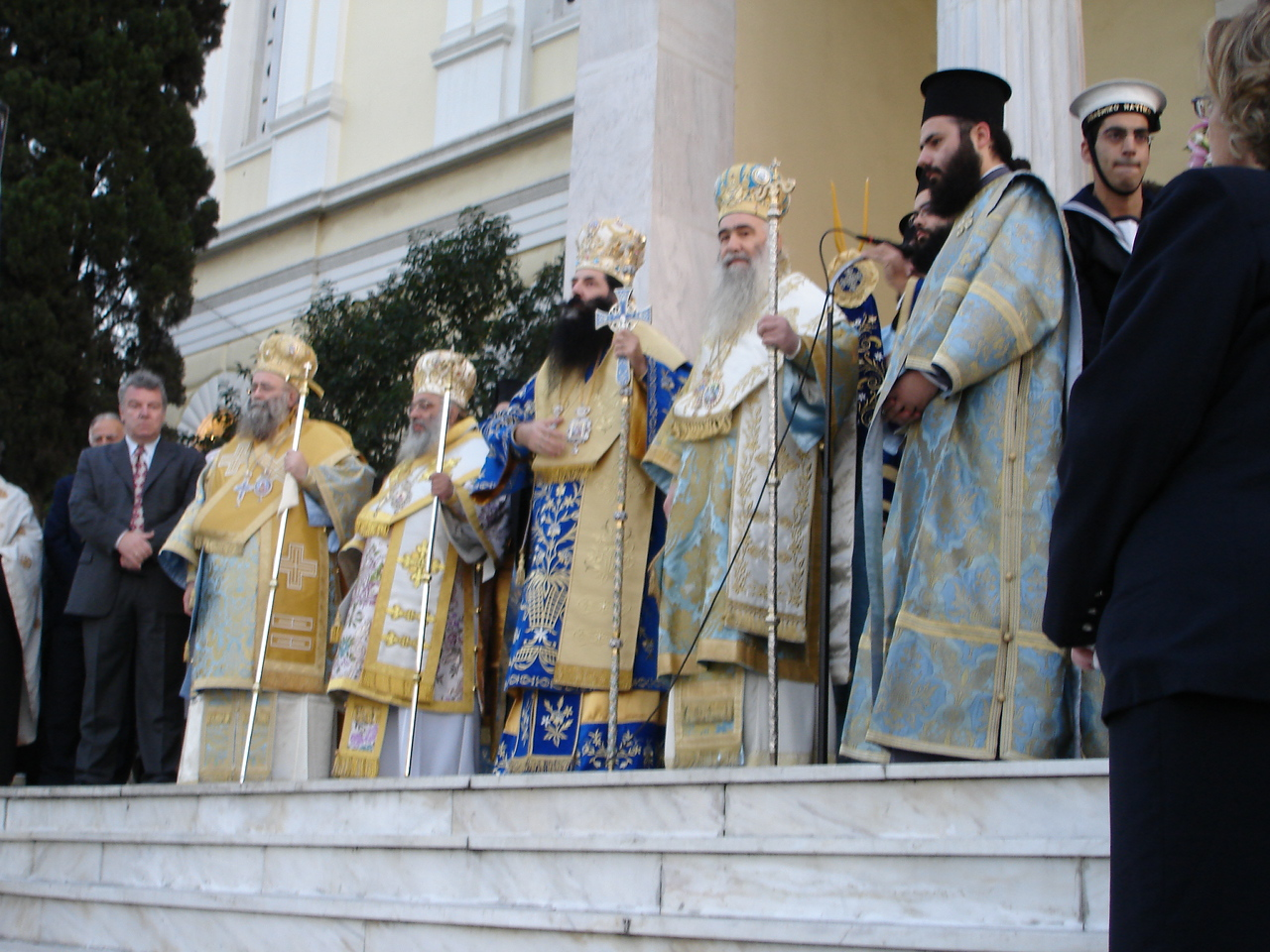
De gauche à droite : les métropolites Joseph de Proconnèse, Joël d'Édessa, Séraphim du Pirée (en bleu) et Alexios de Nikaia

Son évêque est (en 2020) le métropolite Séraphim (el) (Mentzelopoulos), célèbre pour ses positions controversées. Né à Athènes en 1956, il a été nommé le 28 mai 2006.

## L'histoire
Elle fut fondée en 1962 grâce à une loi de 1959. Elle fut d'abord et jusqu'en 1965, administrée par un locum tenens, le métropolite d'Hydra, Spétsès et Égine. Le premier métropolite du Pirée fut nommé en 1965.

## Le territoire

### 1erDoyenné: Le Pirée, Neo Phaliro et Kastella

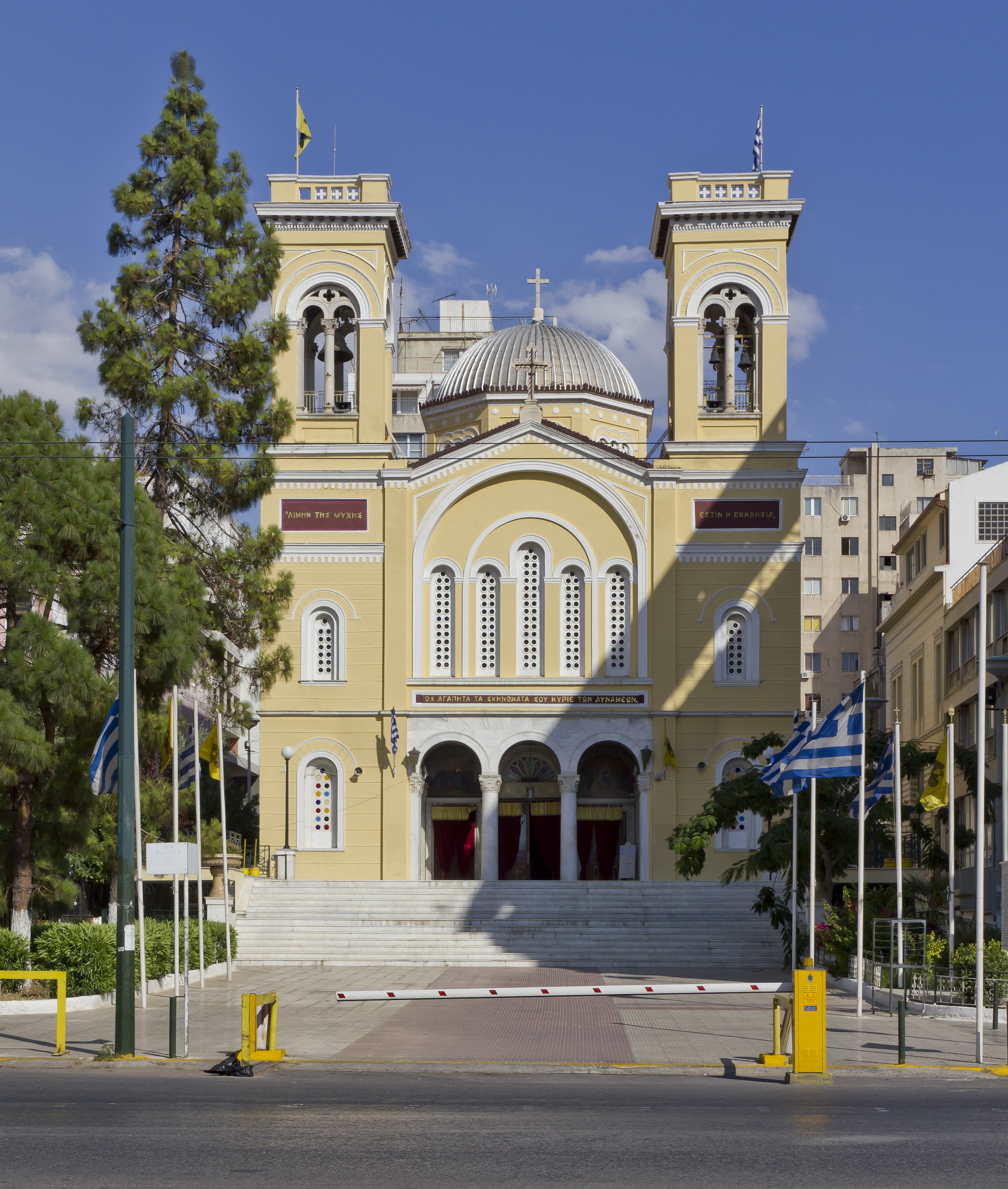
L'église Saint-Spyridon, devant le port, est dédiée au saint patron de la ville dont les reliques sont vénérées à Corfou.

- Le Pirée

### 2eDoyenné: Kallipoli
- Le Pirée

### 3eDoyenné: Karava, Kaminia, Kokkinia et Rentis
- Le Pirée
- Níkea-Ágios Ioánnis Réntis (district municipal d'Ágios Ioánnis Réntis)

### 4eDoyenné: Tambouria et Drapetsona
- Le Pirée
- Keratsíni-Drapetsóna

## Les monastères
La métropole n'en a pas.